# Castelo Branco (Mogadouro)
Castelo Branco (IPA: [kɐʃˈtɛlu ˈβɾɐ̃ku]) is een plaats (freguesia) in de Portugese gemeente Mogadouro en telt 540 inwoners (2001).